# Ophiothrix ciliaris
Ophiothrix ciliaris är en ormstjärneart som först beskrevs av Jean-Baptiste Lamarck 1816.  Ophiothrix ciliaris ingår i släktet Ophiothrix och familjen Ophiothrichidae. Inga underarter finns listade i Catalogue of Life.